# 索菲亚·恩纳奥伊
索菲亚·恩纳奥伊（波蘭語：Sofia Ennaoui，1995年8月30日—）生于摩洛哥本杰里尔，是一名参加中长跑项目的波兰田径运动员。她的父亲是摩洛哥人，母亲是波兰人，后来父母离婚，她在2岁时也随母亲及哥哥移居至波兰。